# Pseudorabocerus ledereri
Pseudorabocerus ledereri is een keversoort uit de familie platsnuitkevers (Salpingidae). De wetenschappelijke naam van de soort werd in 1888 gepubliceerd door Edmund Reitter.